# کلپتولاگنیا

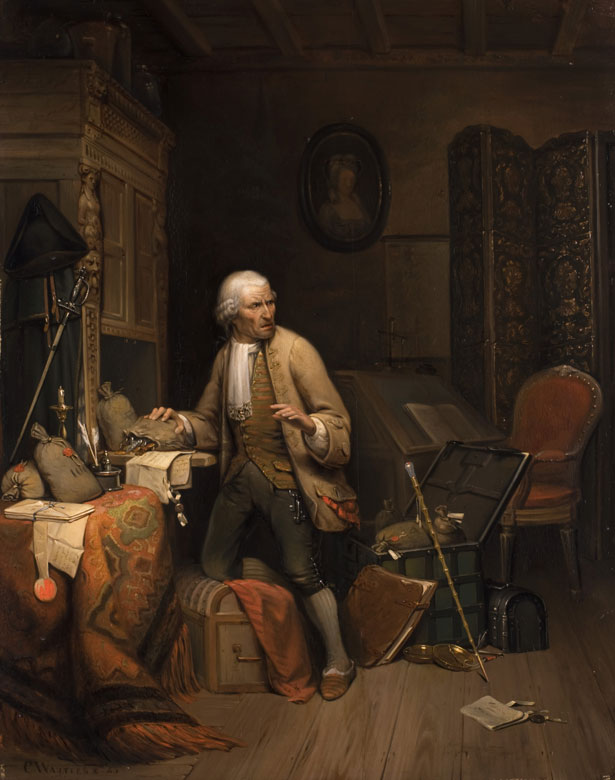
خدمتکار دزد گرفتار شده، نقاشی شده توسط کنستانت واترز (۱۸۴۵)

کلپتولاگنیا (انگلیسی: Kleptolagnia) یا دزدی‌دوستی که از دو واژه یونانی «کلپتین»، kleptein، به معنای «دزدیدن» و «لاگنیا»، lagnia، به معنی «تحریک جنسی» تشکیل می‌شود، یک انحراف جنسی است که در آن، فرد پس از دزدی به برانگیختگی جنسی دست می‌یابد. در واقع دزدی‌دوستی، همان جنون دزدی است با این تفاوت که در آن فرد پس از دزدی، از نظر جنسی برانگیخته می‌شود.